# レイサンクイナ
レイサンクイナ （学名：Porzana palmeri、英名：Laysan Crake/Rail） は、ツル目クイナ科に属する鳥の一種。絶滅種。別名ネズミクイナ。

## 分布
ハワイ諸島北西部のレイサン島に生息していた。

## 形態
全長15cm程度。体色は後頭部から背中・尾に至る上面が茶色、顔から腹に至る下面が白。飛べない。巣は草むらや茂みに作った。

## 絶滅の経緯
レイサンクイナは1912年にはまだ2000羽ほどが生息するとされていたが、レイサン島でグアノの採取が盛んになったことと、それに伴って移入されたウサギなどによる植生の破壊によって数を減らしていき、1936年までにレイサン島ではほぼ完全に見られなくなった。その後、運の良いことに数羽のレイサンクイナが罠で捕らえられ、レイサン島から北西に700kmほど離れたミッドウェー島へ移して繁殖させることとなった。しかし、アメリカのハワイ防衛上きわめて重要な場所に位置するミッドウェー島は、1940年の初め頃から軍事基地化が進んだことで、多くの人や船舶が島へ流入することとなった。そして、基地化にともなう繁殖環境の減少と船舶から島へ上陸したネズミによって、サンド島では1943年、イースタン島では1944年に、レイサンクイナは絶滅した。